# Ежен д'Альбер
Ежен д´Альбер (фр. Eugène Francis Charles d'Albert; 10 квітня 1864 — 3 березня 1932) — німецький піаніст і композитор.

## Біографія
Син французького музиканта, який працював у Великій Британії. Отримав початкову музичну освіту в свого батька. Ще дитиною виступив як піаніст, а в 1880 році Ганс Ріхтер узяв його з собою у Відень, де і керував його подальшою музичною освітою. Ріхтер рекомендував д'Альбера Ференцу Лісту, у якого молодий чоловік навчався більше року, на чому його музична освіта була закінчена.
У 1882 році д'Альбер здійснив свою першу артистичну подорож до Німеччини, Австрії і Російської імперії, і в тому ж році великий герцог Веймарський призначив його своїм придворним піаністом. З тих пір він щорічно відновлював свої артистичні поїздки по Німеччині, Франції, Італії і Голландії, а в літні місяці Ежен д'Альбер жив в Ейзеназі. Викладав (у тому числі в Берлінській вищій школі музики), серед найвідоміших учнів — Вільгельм Бакхауз і Альфред Хен.
Серед творів д'Альбера найбільш відомі опера «Долина» (нім. Tiefland), два фортепіанні концерти та інші п'єси для фортепіано, струнний квартет, пісні.
Був одружений шість разів, у тому числі в 1892-1895 роках на знаменитій піаністці Тересі Карреньо. Помер 3 березня 1932 року в Ризі.